# Marina García
Marina Garcia Urzainqui (née le 6 juin 1994 à Barcelone) est une nageuse espagnole spécialiste des épreuves de brasse. En 2012, elle a participé aux Jeux olympiques de Londres mais n'a pas passé le cap des séries du 100 m brasse et 200 m brasse. Ella compte trois médailles européennes individuelles à son actif toutes acquises en 2012.

## Palmarès

### Championnats d'Europe

#### En grand bassin
- Championnats d'Europe 2012 à Debrecen (Hongrie) :
  -  Médaille de bronze du 100 m brasse.

#### En petit bassin
- Championnats d'Europe en petit bassin 2012 à Chartres (France) :
  -  Médaille d'argent du 200 m brasse.
  -  Médaille de bronze du 100 m brasse.